# Polana elabora
Polana elabora är en insektsart som beskrevs av Delong och Freytag 1972. Polana elabora ingår i släktet Polana och familjen dvärgstritar. Inga underarter finns listade i Catalogue of Life.